# Giro del Piemonte 1924
Il Giro del Piemonte 1924, diciassettesima edizione della corsa, si svolse il 27 aprile 1924 su un percorso di 278 km. La vittoria fu appannaggio dell'italiano Costante Girardengo, che completò il percorso in 10h02'00", precedendo i connazionali Federico Gay e Bartolomeo Aymo.
Sul traguardo di Torino 22 ciclisti portarono a termine la competizione. 

## Ordine d'arrivo (Top 10)
| Pos. | Corridore           | Squadra         | Tempo     |
| ---- | ------------------- | --------------- | --------- |
| 1    | Costante Girardengo | Maino           | 10h02'00" |
| 2    | Federico Gay        | Legnano-Pirelli | s.t.      |
| 3    | Bartolomeo Aymo     | Alcyon-Dunlop   | s.t.      |
| 4    | Angelo Gremo        | Maino           | a 3'00"   |
| 5    | Camillo Arduino     | Maino           | s.t.      |
| 6    | Pietro Bestetti     | Maino           | a 5'00"   |
| 7    | Ambrogio Ferrario   | Legnano-Pirelli | a 7'00"   |
| 8    | Secondo Martinetto  | Ganna           | a 7'30"   |
| 9    | Giuseppe Enrici     | Legnano-Pirelli | a 8'00"   |
| 10   | Ugo Agostoni        | -               | a 9'00"   |